# Canicattini Bagni
Canicattini Bagni é uma comuna italiana da região da Sicília, província de Siracusa, com cerca de 7 510 habitantes. Estende-se por uma área de 15 km², tendo uma densidade populacional de 501 hab/km². Faz fronteira com Noto, Siracusa.

## Demografia
| Variação demográfica do município entre 1861 e 2011                               |
|                                                                                   |
| Fonte: Istituto Nazionale di Statistica (ISTAT) - Elaboração gráfica da Wikipedia |